# Astropulse
Astropulse是一個使全世界的志願者能夠使用自己的電腦出一分力參與研究黑洞、脈衝星及外星生命的分布式計算計劃，也是在家中搜尋外星智慧生物（SETI@home）的其中一部分。志願者的電腦會透過伯克利開放式網絡計算平台（BOINC）來進行該計劃。1999年，太空科學實驗室使用了一個能夠平衡的分散在世界各地的電腦來進行龐大計算的計劃——SETI@home。SETI@home利用了阿雷西博天文台電波望遠鏡及頻寬無線電波信號作為搜尋外太空技術的記錄資料。該計劃及SETI@home推薦了中學教師一個具體的方法使學生運用電腦來學習天文學，而學校電腦的數量亦支持著分散式計算計劃。

BOINC SETI@home Astropulse的螢幕保護程式截圖

## 開發過程
在六年間，Astropulse從一個正在測試的實驗階段發展成為一個一般的計劃。2008年7月，這個計劃也被集成入了SETI@Home的研究中，从而SETI@Home的参与者构成的大型网络能够对其他种类的天文信号有所贡献，而同時地Astropulse也能夠對尋找外星人有所贡献，互相幫助。第一，计划的支持者认为，它有可能识别出某些不同于原先SETI@Home算法的其他类型信号；第二，支持者相信它可以为总体研究计划提供一个次要的但有可能相当可靠的结果，从而为SETI@Home创造附加的支持。計劃的未來是依靠著SETI@Home的長期資金。
Astropulse的最終開發過程是經過兩次的努力的。第一步是撰寫該計劃中一個能夠成功识别目标脉冲信号的C++核心。在完成這個計劃後，該團隊創造了一個試驗的資料庫；這個資料庫能夠成功的尋找到一些潛在的脉冲，确认有能够成功识别信号的能力。
伯克利開放式網絡計算平台是把一個龐大的計算分為一個個較小的單位，每一個分散到個別的工作點（即支持者的電腦）。在同時Astropulse會在電腦中運行程式，這對研究人員來說的挑戰是要確定程式能夠在不同的情況下也能夠進行，例如是在不同的操作系统內也能進行運算。

## 科學研究
Astropulse會尋找著單一的脈衝及有規則重復的脈衝。這個實驗表示著SETI@Home有一個新的發展、新的計劃、新的策略，这种研究方案是基于毫秒级的脉冲，而不是长脉冲或窄带信号。它們可能會覆蓋到脈衝星及找到原生黑洞，因為兩者也會發出一些短脈衝或闊带信号。Astropulse的核心運算法則最基本的用途是相干消色散，是用來尋找無線電波信号，亦即是這個計劃運算的工作。這個分布式運算計劃於2008年的七月中旬開始，而直至2009年一月還未有任何科學研究成果。亦請參見條目SETI@home。

## 外部連結

### 相關網站
- （英文） Astropulse Science（页面存档备份，存于）
- （英文） Astropulse FAQ（页面存档备份，存于）
- （英文） SETI@home/AstroPulse BetaArchive.today的存檔，存档日期2012-12-12
- （英文） SETI@home forum thread about Astropulse（页面存档备份，存于）
- （英文） SETI@home Beta forum thread about Astropulse（页面存档备份，存于）
- （英文） Astropulse Wiki
- （英文） Electromagnetic Radiation（页面存档备份，存于）

### 供教學及學生用
- （英文） Ask an Astrophysicist — black holes（页面存档备份，存于）
- （英文） Ask an Astrophysicist — neutron stars and pulsars（页面存档备份，存于）
- （英文） Goddard Space Center's Teachers Corner（页面存档备份，存于）
- （英文） Basics of Radio Astronomy（页面存档备份，存于）
- （英文） SETI Science Links（页面存档备份，存于）
- （英文） Planetary Society Article（页面存档备份，存于）